# Peter Franz Riederer
Peter Riederer (Königsberg, Alemanya, 21 de març de 1942) és un 
neurocientífic alemany amb diversos milers de citations i al voltant 950 escriptures científiques. Ha publicat més de 620 papers científics indexades a la base de dades científica Medline. Ha estat autor i coautor de més de 20 llibres dels camps de la neurociència, psiquiatria i neurologia.

## Biografia
Peter Franz Riederer va néixer en Königsberg, llavors part d'Alemanya (ara Kaliningrad, Rússia). És doctor en Química tècnica per la Universitat Tècnica de Viena.
Abans d'interessar-se en la neurociència va completar estudis científics al Centre de reactor Nuclear Seibersdorf a Àustria.
A l'Institut Ludwig Boltzmann de Viena va ser introduït al camp de la neuroquímica i la neurociència per Walther Birkmayer, un dels responsables de l'Institut L. Boltzmann de Neuroquímica i cap del Departament de Neurologia al Lainz Hospital. Birkmayer va ser el primer doctor que administrava Levodopa en el tractament de la malaltia del Parkinson.
Del 1971 al 1986 Riederer va ser el Cap de Neuroquímica Clínica a l'Institut Ludwig Boltzmann portant nombrosos estudis de cervells postmortem de pacients amb malalties neurològiques i psiquiàtriques.
Quan va ser convidat per psiquiatre alemany Helmut Beckmann per unir Psiquiatria i Psicoteràpia a la Clínica de l'Escola Mèdica de la Universitat de Würzburg, Alemanya, es va traslladar a Würzburg el 1986 i de llavors ençà ha estat servint com a cap de laboratori de Neuroquímica a la Clínica.
Riederer ha enfocat la seva recerca en l'anàlisi/de receptors dels neurotransmissors i gen profiling de diverses malalties neuropsiquiàtriques, neuroprotectives, desordres neuropsiquiàtrics, etc. Ha escrit al costat de personalitats científiques com Moussa B.H. Youdim, Helmut Beckmann, Klaus-Peter Lesch i Johannes Kornhuber.
Peter Franz Riederer ha estat President de l'Associació europea de Neurofarmacologia clínica, President de la Societat alemanya de Biològic Psychiatry, Membre de Tauler de Comitè de Recerca de la Federació Mundial de Neurologia en Parkinsonism i va Relacionar Desordres, President de l'Associació alemanya de Biològic Psychiatry, President de l'alemany Parkinson Associació, Vicepresident de la Societat alemanya de Biològic Psychiatry, Vicepresident de l'alemany Parkinson Societat, i nombrós altres posicions.
Ha estat membre de comitès científics de conferències internacionals nombroses i congressos en el camp de neuroscience i neuropsychiatry i també presided sobre l'Organització de l'Internacional Biològic Psychiatry Conferència (Berlín, 2001), el 16è Congrés Internacional en Parkinson malaltia i va Relacionar Desordres (Berlín, 2005), el 39è Internacional Danubian Simposi en Neuroscience (Würzburg, 2007), i la 1a Conferència Internacional damunt Dèficit d'Atenció/Hyperactivity Desordre (ADHD, Würzburg, 2007).
Riederer ha rebut 14 premis internacionals i ha participat en diverses revistes científiques que inclouen Revista de Transmissió Neuronal, Aminoàcid, Tendències Noves en Clínic Neuropharmacology, Biogenic Amines, Neurologia Funcional, Revista Internacional de Neuropsychopharmacology, Neurologia Psychiatry i Recerca de Cervell, Neuropsychobiologie, Parkionsonism & va Relacionar Desordres.
És Doctor Honoris Causa per la Universitat Internacional de Catalunya.